# Monstera tuberculata
Monstera tuberculata là một loài thực vật có hoa trong họ Ráy (Araceae). Loài này được Lundell mô tả khoa học đầu tiên năm 1939.

## Hình ảnh

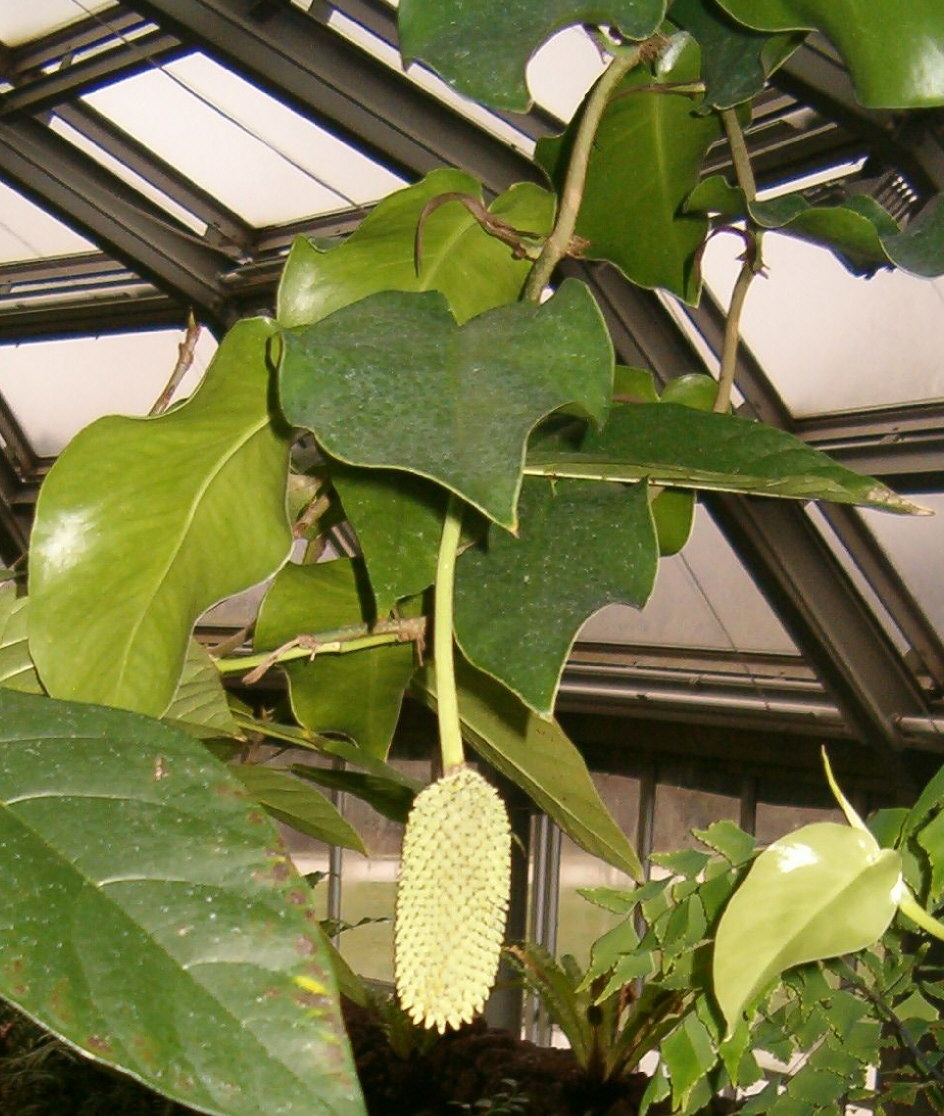